# Frazey Ford
Frazey Ford es una cantautora canadiense. Fue miembro fundadora de The Be Good Tanyas. Su debut en solitario, Obadiah fue publicado en Nettwerk el 20 de julio de 2010.
Jenny Charlesworth de The Georgia Straight notó influencias del rhythm and blues de cantantes como Ann Peebles, Roberta Flack y Donny Hathaway. Ford también atribuye su espíritu libre a sus padres (su padre fue un objetor de conciencia que se trasladó a Canadá), siendo influencias fuertes en su manera de escribir canciones.
El álbum Obadiah toma su nombre de su segundo nombre de pila. Cuando nació, sus padres pidieron a sus hermanos escoger su segundo nombre de pila; decidieron nombrarla así a causa de que su gato mascota Obadiah se había marchado hacía poco.
Actualmente reside en Vancouver.

## Discografía
- Obadiah (2010)
- Indian Ocean (2014)